# West Hollywood
West Hollywood, City of West Hollywood, är en stad i Los Angeles County, Kalifornien, USA. West Hollywood utgör en egen stadsbildning separat från staden Los Angeles.

## Beskrivning
West Hollywood omges av Beverly Hills i väster, Los Angels-stadsdelarna Hollywood i norr och distriktet Fairfax i öster. Det egentliga Hollywood är däremot en stadsdel inom Los Angeles och gränsar till West Hollywood. 
West Hollywood rymmer även nöjescentrat Sunset Strip och den hippa shoppinggatan Melrose Avenue, mindre exklusiv än Rodeo Drive i Beverly Hills. På Beverly Boulevard reser sig ett annat shoppingmecka mot skyn, inomhusgallerian Beverly Center.

## I populärkultur
Området kring Melrose har skildrats i TV-serien Melrose Place.